# Парламентські вибори в Сан-Марино 1938
Парламентські вибори в Сан-Марино проходили 29 травня 1938 року. Як завжди після квітня 1923 року Фашистська партія Сан-Марино була єдиною партією, що брала участь у виборах. Фашисти отримали всі 60 місць парламенту.
Капітаном-регентом знову став секретар фашистської партії Джуліано Гоці.

## Результати
| Партія                        | Голоси | %     | Місць |
| ----------------------------- | ------ | ----- | ----- |
| Фашистська партія Сан-Марино  | 2 916  | 100   | 60    |
| Недійсних/порожніх бюлетенів  | 0      | –     | –     |
| Всього                        | 2 916  | 100   | 60    |
| Зареєстрованих виборців/ Явка | 3 715  | 78,,5 | –     |
| Джерело: Nohlen & Stöver      |        |       |       |